# Az idő kalandorai
Az idő kalandorai (eredeti cím: Adventurers: Masters of Time) német–angol televíziós 2D-s számítógépes animációs sorozat. Korábban már készült ugyanezzel a címmel egy film is, amelyet 1997-ben mutattak be, de ez a sorozat már egy egészen más történetet dolgoz fel. Magyarországon a Megamax és az M2 adta.

## Ismertető
A városban található a Sheldrake Iskola, amelyben van egy osztály  ahol négy olyan tanuló jár, akik tanáruk találmányának köszönhetően rengeteg kalandos utazást tesznek az időben. A számítástechnika tanár, aki Krupnik professzor, ő fedezi fel, hogy a történelmet, meg akarja változtatni valaki és mégpedig a gonosz Hekker. Ezért pedig a múltba követi őt, hogy legyőzze, de sajnos nem tud visszatérni egy hiba következtében. A diákjai, Fire, Paul, Nevin és Kikko ők is úgy döntenek, hogy utána mennek és ők maguk is időutazást tesznek, hogy megmentsék a tanárukat és a történelmet is. A Római Birodalomba vezet, az legelső időutazó útjuk és így külön időpontokban elindulva folytatják az utat mindig más helyen más időben mindaddig, amíg meg nem mentik Krupnik professzort és a történelmet.

## Szereplők

### Főszereplők
- Krupnik professzor (Tom Clarke-Hill) – Az informatikai tanár, le akarja győzni a gonosz Hekkert, és meg akarja menteni a történelmet.
- Fire (Tara Jayne) – A narancssárgás hajú lány, sokat segít a társainak.
- Paul – (Allan Smithee) A szőkés vörös hajú fiú, a csapatmunkában jól végzi a feladatát.
- Nevin (Ty Moore) – A göndör barna hajú fiú, a legnagyobb a csapatban, és a vezető.
- Kikko (Amy Birnbaum) – A dupla copfos, kékeslilás hajú lány, a legkisebb a csapatban, és jó segítőkész a többiek között.
- Kukac (@) (Marc Silk) – Az időutazást biztosító számítógép.
- A Hekker (Tom Clarke-Hill) – A sorozat főgonosza.
- Vírus 1 és 2 (Chick Peter) – A Hekker vírusügynökei, akiket az időben küld vissza, hogy megváltoztassák a történelmet.

### Mellékszereplők
- Suzy – A szőke hajú újságíró lány, az iskolából, gyakran nem kedvező cikkeket akar írni.
- Annie – A szőke hajú lovasfegyveres lány, a vadnyugatról, cowboy (kauboj) az öltözete.
- Mabel – A barna hajú tanítvány lány, egykori skarlátja miatt nem hall, és a szájról olvas.
- Esa – A rézbőrű barna hajú lány, egy időben találkozik vele a csapat, és segíti útjukban.
- Forence – Az ifjú ápolónő, egyszer egy havas időben, Nevin lába megsérült, és gyógyította.
- Simon – A szőke hajú tanítvány lány, adottsági hibája miatt nem lát, és az ujjával tapogatja ki az írást.

## Magyar hangok
- Németh Kriszta – Láng
- Bálint Sugárka – Kikko
- Varga Gábor – Nevin
- Molnár Levente – Paul
- Kerekes József – Kukac "@"
- Jantyik Csaba – Vírus iker 1
- Király Attila – Vírus iker 2
- Bognár Tamás – Hekker
- Görög László – Krupnik Professzor

További magyar hangok: Agócs Judit, Albert Gábor, Barbinek Péter, Beratin Gábor, Betz István, Csampisz Ildikó, Dányi Krisztián, Gruber Hugó, Grúber Zita, Haffner Anikó, Holl János, Huszárik Kata, Kassai Ilona, Katona Zoltán, Kajtár Róbert, Kárpáti Levente, Kristóf Tibor, Láng Balázs, Lux Ádám, Moser Károly, Némedi Mari, Orosz István, Pálfai Péter, Pálmai Szabolcs, Pap Kati, Papucsek Vilmos, Seszták Szabolcs, Szabó Éva, Tamási Nikolett, Uri István, Várdai Zoltán, Vincze Gábor Péter
Felolvasó: Tóth G. Zoltán
Magyar szöveg: Joó Eszter
Szerkesztő: Horváth Márta
Hangmérnök: Illés Gergely
Vágó: Kajdácsi Brigitta, Majoros Eszter, Simkóné Varga Erzsébet
Gyártásvezető: Gelencsér Adrienn, Sarodi Tamás
Szinkronrendező: Nikodém Zsigmond
A szinkront a Magyar Televízió Zrt. megbízásából a Mafilm Audio Kft. készítette 2006-ban.

## Epizódok
| #  | Magyar cím                | Eredeti cím                    |
| -- | ------------------------- | ------------------------------ |
|    |                           |                                |
| 01 | Irány a történelem        | Adventures in Time             |
|    |                           |                                |
| 02 | Menekülés Pompeii-ből     | Escape from Pompeii            |
|    |                           |                                |
| 03 | Paul Revere vágtája       | Paul Revere's Heroic Ride      |
|    |                           |                                |
| 04 | Szentiváni összeesküvés   | A Midsummer Night's Conspiracy |
|    |                           |                                |
| 05 | Lázadás a tengeren        | Mutiny at Sea                  |
|    |                           |                                |
| 06 | Művészeti katasztrófa     | An Artistic Disaster           |
|    |                           |                                |
| 07 | A fáraó visszatér         | The Pharaoh's Return           |
|    |                           |                                |
| 08 | Vadnyugati kaland         | The Wildest West               |
|    |                           |                                |
| 09 | A veszedelmes hegy        | Perilous Mountain              |
|    |                           |                                |
| 10 | Ha nem csöng a telefon    | If the Bell Never Rang         |
|    |                           |                                |
| 11 | Híd az új világba         | Bridge to the New World        |
|    |                           |                                |
| 12 | Az ápolónő                | A Healing Remedy               |
|    |                           |                                |
| 13 | Veszélyes visszaszámlálás | Countdown to Danger            |
|    |                           |                                |
| 14 | A hőlégballon             | Hot Air Rising                 |
|    |                           |                                |
| 15 | A kán udvara              | Court of the Khan              |
|    |                           |                                |
| 16 | A Wright fivérek repülése | Missed Flight                  |
|    |                           |                                |
| 17 | Menüett veszély           | Minuet of Mayhem               |
|    |                           |                                |
| 18 | Kalózkaland               | Seizing the High Seas          |
|    |                           |                                |
| 19 | A nap elrablása           | Stealing the Sun               |
|    |                           |                                |
| 20 | Némafilm                  | Silence Projected              |
|    |                           |                                |
| 21 | Kezdődjék a játék         | Let the Games Begin            |
|    |                           |                                |
| 22 | Győzelmi menet            | A March of Victory             |
|    |                           |                                |
| 23 | Fény a sötétben           | A Light in the Darkness        |
|    |                           |                                |
| 24 | Törvény és rendbontás     | Law and Disorder               |
|    |                           |                                |
| 25 | A fekete lovag            | The Black Knight               |
|    |                           |                                |
| 26 | A szfinx titka            | The Secret of the Sphinx       |
|    |                           |                                |